# Karlton Dimanche
Karlton Dimanche (Caienna, 5 marzo 2000) è un cestista francese.